# 阿尔西达斯
阿尔西达斯斯巴达人，在伯罗奔尼撒战争中任水军指挥官。公元前427年，因怀疑而行动迟缓，未能及时援助起而反抗雅典的密提林贵族。公元前426年，在与雅典及科尔居拉水军的海战中兵败。公元前426年，受命建立特拉基斯·赫拉克勒斯殖民地。